# 崔蠡
崔蠡（生年不詳—卒年不詳），字越卿。贝州安平（今河北省安平县西北）人。
崔寧姪孫，崔密之孫。元和五年進士。宝历中，入朝擔任监察御史。大和初年，為侍御史，後遷户部郎中。出京擔任汝州刺史，知制誥。以母喪离任守孝。有位宗族子弟愿赠钱三百萬為其治喪，婉拒而不受。在鄉里探望病人，只送茶和药，不送钱也不送布。開成初年，任司勳郎中，不久知制誥。明年，正拜中書舍人。開成三年，知禮部貢舉，這次考試中，將該送暖的同宗子弟列为状元。開成四年（839年）十月，崔蠡上疏建議取消“行香”之制。文宗朝拜禮部侍郎。出京为华州刺史镇国军等使，历官平卢军节度使、天平軍節度使，終官尚書左丞。卒於任上，追赠禮部尚書。《全唐文》卷七一八收錄有崔蠡《義激》一文。有子崔蕘。